# کیک داماد
کیک داماد نوعی کیک در ارتباط با مراسم عروسی است که در ایالت‌های جنوبی آمریکا رواج دارد. این کیک معمولاً یک کیک شکلاتی و کوچک‌تر از کیک عروسی است. کیک داماد فاقد یک سبک تزیینی رایج است و معمولاً تزیین آن خاص و مختص هر فرد است.